# Anthony Mangnall
Anthony James Holland Mangnall, né à Londres le 12 août 1989, est un homme politique britannique du Parti conservateur, député pour Totnes dans le Devon de 2019 à 2024.
Mangnall travaille à Londres et à Singapour en tant que courtier maritime avant d'entrer en politique en tant que conseiller spécial des affaires étrangères.

## Biographie
La petite enfance se déroule au Zimbabwe et en Irlande du Nord avant de faire ses études à la Shrewsbury School dans le Shropshire. Il passe ensuite trois mois comme berger au domaine de Lochbuie à l'île de Mull en Écosse. Mangnall étudie ensuite l'histoire, la politique et la sociologie à l'université d'Exeter. Pendant ses études universitaires, il travaille comme assistant à Westminster chez le bureau parlementaire de William Hague, ancien député britannique et ministre des Affaires étrangères.
Mangnall déménage à Singapour en 2012 pour travailler comme courtier chez la société de courtage maritime, BraemarACM. Il rejoint ensuite Poten & Partners à Londres en 2014, avant de revenir en politique depuis 2016 en tant que conseiller spécial chez le bureau du baron Hague,,.

## Carrière parlementaire
Mangnall est sélectionné comme candidat conservateur pour Totnes le 20 juillet 2019. Avant sa sélection, il travaille comme conseiller spécial auprès du secrétaire d'État au Pays de Galles de l'époque, Alun Cairns,. Il s'est déjà présenté dans la circonscription travailliste théoriquement sûre de Warley dans les West Midlands lors des élections générales de 2017. Mangnall est élu aux élections générales de 2019 avec une majorité de 12 724 voix. Le siège était auparavant occupé par Sarah Wollaston qui a quitté les conservateurs en février pour rejoindre Change UK et s'est ensuite présentée comme candidate des libéraux-démocrates dans la circonscription.
En tant que président du groupe parlementaire multipartite pour l'Initiative britannique pour la prévention de la violence sexuelle dans les conflits, Magnall s'oppose ouvertement aux réductions de l'aide britannique à l'étranger,. En 2020, il rédige un article pour les conservateurs de One Nation (caucus) explorant comment dépenser l'aide plus efficacement.
En 2020, Mangnall présente un projet de loi d'arrière-ban pour obliger tous les députés qui ont changé de parti politique à se présenter à une élection partielle en justifiant leur décision auprès de leurs électeurs. Il fait valoir que cela est nécessaire en raison du changement de parti de 17 députés en 2019, notamment son prédécesseur.